# 홋카이도 제5구
홋카이도 제5구(일본어: 北海道第5区, ほっかいどうだい5く)는 일본의 중의원 선거구이다. 1994년 공직선거법 개정으로 신설되었다.

## 지역
- 삿포로시 아쓰베쓰구
- 에베쓰시
- 치토세 시
- 에니와시
- 기타히로시마시
- 이시카리시
- 이시카리 진흥국 관내구역

## 역사
자민당의 마치무라 노부타카가 두터운 지역기반에 힘입어 연속 당선되던 선거구였으나, 2009년 제45회 총선에서 민주당의 고바야시 치요미가 마치무라를 약 3만표로 따돌리며 당선되었고, 마치무라는 홋카이도 블록에 중복 입후보하여 비례로 부활 당선되었다.
이후 스즈키가 선거 당시 홋카이도 교직원 조합으로부터 불법 자금을 제공받았다며 선거캠프 선대위원장 대행 (전 노동연합 삿포로 회장)이 선거법 위반 혐의로 유죄 판결을 받자 고바야시 의원은 의원직에서 물러났다. 이에 마치무라는 재보궐선거 출마를 표명하였다. 2010년 10월 24일에 치러진 재보궐선거에서 마치무라 후보가 민주당의 신인 시게유키 후보를 3만표 이상 제치고 의석을 차지했다.
2012년 제46회 총선에서는 마치무라 의원이 뇌경색으로 가족이나 도의원이 대리 선거운동에 나서는 등 본인 없는 선거전을 진행하였으며, 다시 한번 시게유키 후보를 제치고 당선되었다. 2014년 제47회 총선에서는 뇌경색에서 회복한 마치무라 의원이 이전 총선보다 더 많은 득표율로 당선되었으나 임기 도중이던 2015년 6월 11일에 사망한다.
마치무라 의원의 사망으로 2016년 4월 24일 재보궐선거가 치러졌다. 야당 단일화 후보인 무소속의 이케다 마키 (민진당, 일본공산당, 사회민주당, 생활의 당, 야마모토 다로와 친구들 등의 정당추천)와 자민당의 와다 요시아키의 1대1 선거였다. 선거 전에 작고한 마치무라 의원을 추모하는 분위기가 컸기에 그의 후계자인 와다 후보가 유리할 것으로 예상되었지만 실제로는 상당한 접전이 이어졌다. 최종적으로는 와다 후보가 12,000여표 차이로 이케다 후보 (석패율 90.92%)를 제치고 당선되면서 자민당 의석을 사수하였다.

## 역대 국회의원
| 선거          | 선거          | 의원              | 정당       |
| ------------- | ------------- | ----------------- | ---------- |
|               | 1996년 제41회 | 마치무라 노부다카 | 자유민주당 |
| 2000년 제42회 |               | 마치무라 노부다카 | 자유민주당 |
| 2003년 제43회 |               | 마치무라 노부다카 | 자유민주당 |
| 2005년 제44회 |               | 마치무라 노부다카 | 자유민주당 |
|               | 2009년 제45회 | 고바야시 치요미   | 민주당     |
|               | 2010년 재보궐 | 마치무라 노부다카 | 자유민주당 |
| 2012년 제46회 |               | 마치무라 노부다카 | 자유민주당 |
| 2014년 제47회 |               | 마치무라 노부다카 | 자유민주당 |
| 2016년 재보궐 | 와다 요시아키 |                   | 자유민주당 |

## 같이 보기
- 홋카이도 선거구